# 脳下垂体前葉
ヒトにおいて脳下垂体前葉（英:pars distalis, anterior pituitary）は脳下垂体のうち前部で、多くのホルモンの分泌を行っている内分泌器官である。視床下部でホルモンを作り軸索を通じて分泌する後葉と異なり、下垂体前葉のホルモンは前葉にある細胞で作られる。こうした細胞は、視床下部から下垂体門脈を通ってくる各種のホルモンにより刺激・抑制される。

## 由来

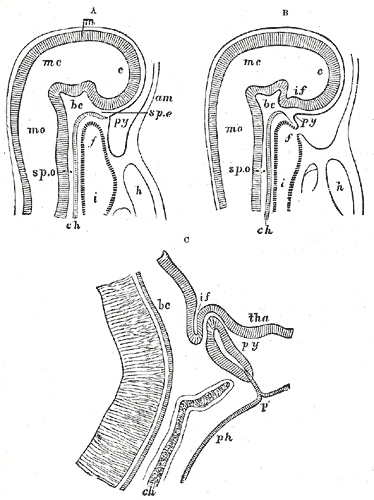
漏斗とラトケ嚢ができてくる様子

下垂体は腺上皮と神経組織という全く異なる由来のものがくっついてできたものであるが、このうち前葉と中葉は腺上皮に由来している。これらは、はじめ口窩と呼ばれる原始の口腔のうち、天井の外胚葉性部分が上へ陥入してラトケ嚢という構造をつくる。そして、脳側から伸びてきた漏斗と呼ばれる部分に接触する。このラトケ嚢と漏斗が下垂体となり、ラトケ嚢のうち漏斗と接する壁面が中葉に、ラトケ嚢の主たる部分が前葉になる。こうした由来のために、下垂体前葉と中葉は腺性下垂体と呼ばれる。発達するにしたがい、ラトケ嚢の茎部は退縮し口腔側から分離されて蝶形骨に覆われるようになる。

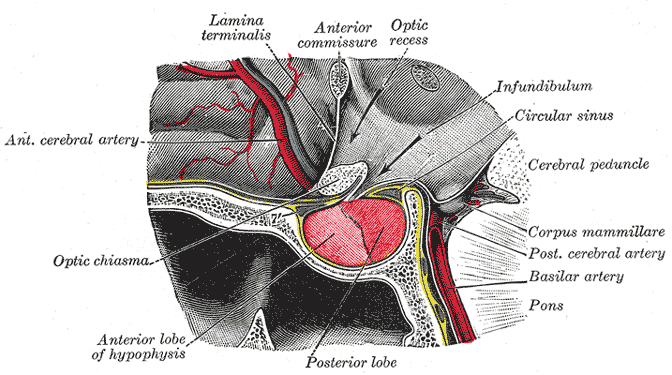
蝶形骨に囲まれた下垂体

## 分泌
前葉は、腺上皮なのでここにある細胞自身がホルモンを産生している。前葉の細胞には染色の違いから酸好性細胞（acidophil）と塩基好性細胞（basophil）と色素嫌性細胞（chromophobe）の3つに分けることができる。染色性の違いは細胞が蓄えているホルモンの酸性・塩基性を反映している。酸好性細胞はペプチドホルモンを作り、塩基好性細胞は主に糖タンパク質ホルモンを作っていて、色素嫌性細胞はホルモンを出してしまった後の細胞などである。下垂体前葉で分泌される主なホルモンを以下に示す。
| ホルモン             | 英語名                       | 略称     | 構造         | 染色性   | 作用器官         | 効果                                                                    |
| -------------------- | ---------------------------- | -------- | ------------ | -------- | ---------------- | ----------------------------------------------------------------------- |
| 副腎皮質刺激ホルモン | Adrenocorticotropic hormone  | ACTH     | ポリペプチド | 好塩基性 | 副腎             | 糖質コルチコイドの分泌                                                  |
| β-エンドルフィン     | Beta-endorphin               |          | ポリペプチド | 好塩基性 | オピオイド受容体 | 痛覚の緩和                                                              |
| 甲状腺刺激ホルモン   | Thyroid-stimulating hormone  | TSH      | 糖タンパク質 | 好塩基性 | 甲状腺           | 甲状腺ホルモンの分泌                                                    |
| 卵胞刺激ホルモン     | Follicle-stimulating hormone | FSH      | 糖タンパク質 | 好塩基性 | 性腺             | 生殖系の調節                                                            |
| 黄体形成ホルモン     | Luteinizing hormone          | LH, ICSH | 糖タンパク質 | 好塩基性 | 性腺             | 性ホルモンの分泌                                                        |
| 成長ホルモン         | Growth hormone               | GH, STH  | ポリペプチド | 好酸性   | 肝臓, 脂肪組織   | 成長の促進（主に肝臓でIGF-1を作らせることによる）と脂肪・炭水化物の代謝 |
| プロラクチン         | Prolactin                    | PRL      | ポリペプチド | 好酸性   | 卵巣, 乳腺       | エストロゲンの分泌と乳汁の合成                                          |

（卵胞刺激ホルモンと黄体形成ホルモンはまとめて性腺刺激ホルモンと総称される。）

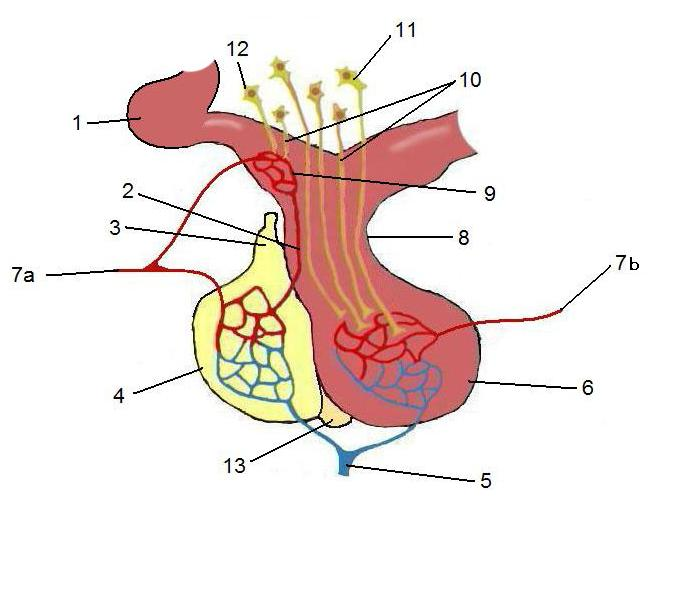
下垂体と血管走行
"2"が下垂体門脈

下垂体前葉には下垂体門脈系（hypophyseal portal system）という静脈性の門脈系がある。前葉でのホルモン分泌を促す放出ホルモン（性腺刺激ホルモン放出ホルモンや成長ホルモン放出ホルモンなど）や抑制する放出抑制ホルモン（ソマトスタチンなど）は視床下部の神経分泌細胞で作られた後、下垂体との境界付近の正中隆起にある一次毛細血管網に放出されるが、これらはいったん門脈に集められた後、前葉の中に再び二次毛細血管網として広がり特定の標的細胞のホルモン産生を調整する。この一方で後葉は神経分泌細胞が直接軸索を伸ばしてきている。

## 疾患
下垂体腺腫と呼ばれる良性の腫瘍があると、上に述べたようなホルモンの分泌異常が起こることがある。その中でも多く見られるのはプロラクチン産生腺腫と成長ホルモン産生腺腫である。前者は無月経や不妊を、後者は巨人症や先端肥大症を引き起こす。また下垂体腺腫は、拡大すると直下の視神経交叉部（視交叉）が圧迫され視覚・視野に障害が起こることがある。